# Roger Gressl
Roger Gressl (Manchmal auch Greßl geschrieben) (* 5. November 1959 in St. Pölten) ist ein zeitgenössischer österreichischer Maler. Bekannt sind seine Übermalungen.

## Leben
Roger Gressl erlernte nach dem Schulabschluss den Beruf des Maschinenschlossers und besuchte von 1982 bis 1985 die höhere Grafische Lehr- und Versuchsanstalt in Wien. Ab 1985 führten ihn Studienreisen nach Indien, Griechenland, Marokko, Spanien, Portugal. Heute arbeitet der Künstler hauptsächlich in Kärnten.

## Werk
Gressl ist seit 1987 als freischaffender Maler und Grafiker tätig. Seine Werke wurden in zahlreichen Einzelausstellungen in Berlin, Krems, St. Pölten, Innsbruck, Wien, Frankfurt, Heidelberg, Mannheim, Feldkirch, Bergamo, Wels und London gezeigt. Seit 1988 ist er regelmäßig auf internationalen Kunstmessen in Basel, Barcelona, Frankfurt, Florenz, Gent, Los Angeles und Nürnberg vertreten. Gressls Wiedererkennbarkeit liegt in der konsequenten Verwendung und Behandlung seiner Farbkombinationen und der genutzten Acrylmischtechnik. Der Künstler versucht dabei, durch Komplementärfarben Wirkung zu erreichen, Achsen zu bilden und versteht es, von aggressiven Farben ausgehend durch Grau- und Weißtöne eine geschlossene, harmonische Farbkomposition zu schaffen.